# Mitterndorf an der Fischa
Mitterndorf an der Fischa est une commune autrichienne du district de Baden en Basse-Autriche.